# Alexander Strakosch (Schauspieler)

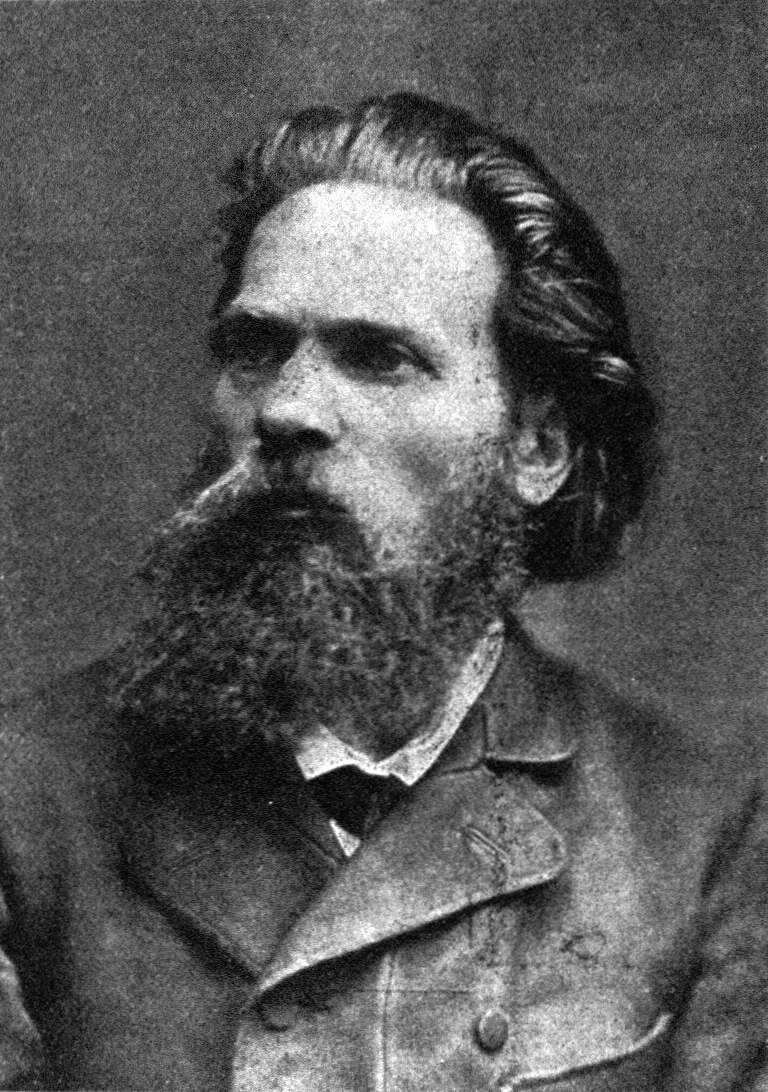
Alexander Strakosch, 1909
Fotograf: Charles Scolik

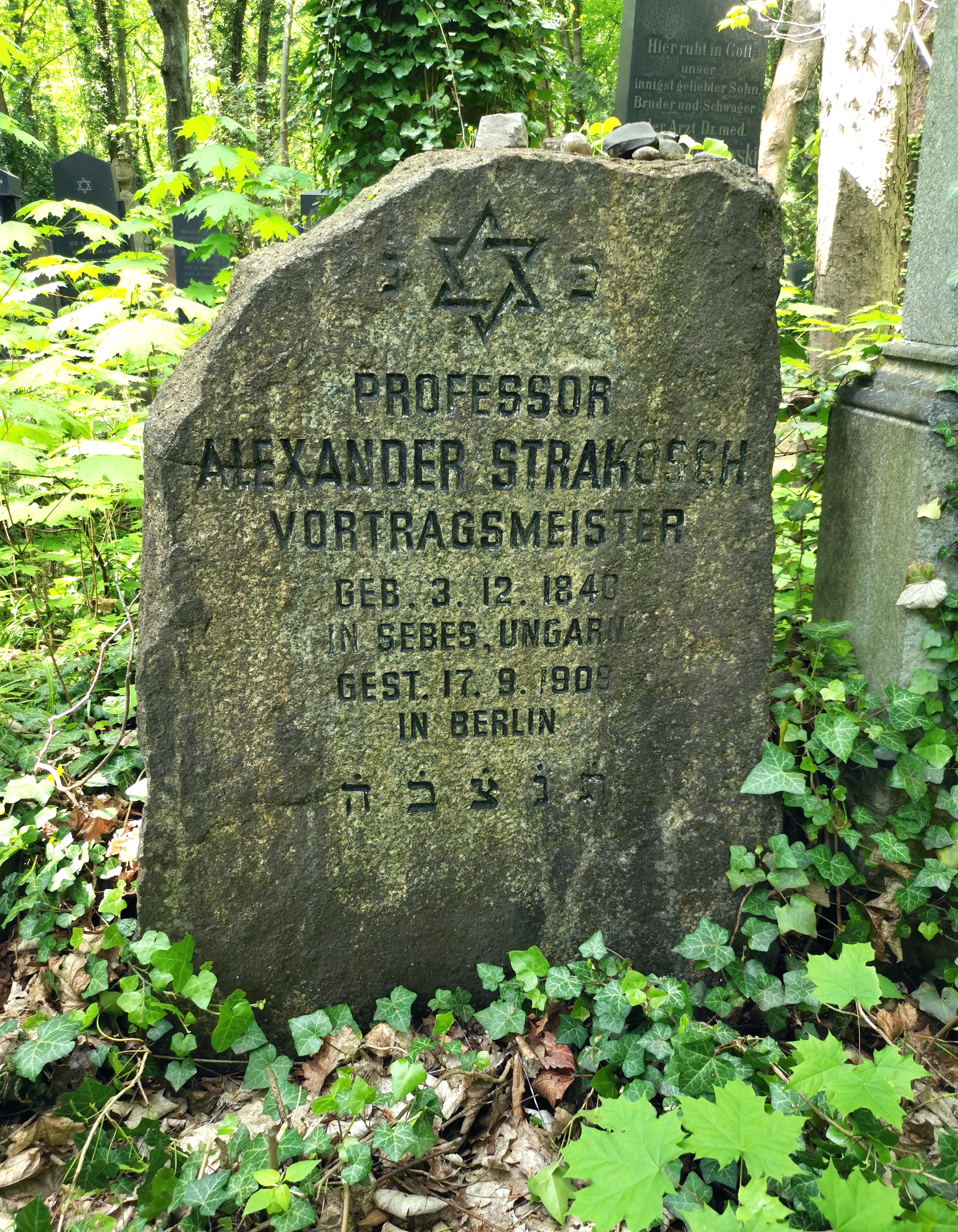
Grab auf dem Jüdischen Friedhof Berlin-Weißensee, Feld C 3

Alexander Strakosch (3. Dezember 1840 in Šarišské Lúky, Königreich Ungarn – 17. September 1909 in Berlin, Deutsches Reich) war ein österreichischer Theaterschauspieler und Rezitator.

## Leben
Alexander Strakosch wurde als Sohn des Kaufmanns Hermann Strakosch († 1878) geboren. Er hatte schon als Kind eine Neigung zur deutschen Poesie und zog Das Lied von der Glocke deklamierend mit einem Leierkasten herum. Begleitet wurde er dabei von einer Schar Kinder, die ihm ebenso aufmerksam zuhörten wie die Zuhörer in den Dörfern, in denen er auftrat.
Beim Unterricht des Talmuds fiel sein außerordentliches Gedächtnis auf. Er kannte z. B. das ganze Buch Hiob und die Sprüche Salomonis auswendig. Auf Grund dieser Kenntnisse sowie infolge seiner unter großem Beifall im Tempel gehaltenen Konversationsrede sollte er ursprünglich Prediger werden. Ab 1856 besuchte er in Wien das Gymnasium, welches er aber vorzeitig abbrechen musste, da seine Eltern nicht in der Lage waren, es weiter zu bezahlen. Er war gezwungen, selbst Geld zu verdienen und war als Buchhalter beschäftigt. Daneben nahm er Schauspielunterricht bei Julius Findeisen. Als sein Arbeitgeber 1861 Bankrott anmeldete, ging er zu Adolf von Sonnenthal, um weiteren Schauspielunterricht zu erhalten. Sonnenthal wollte Strakosch wegen seiner kleinen Statur und seines unscheinbaren Äußeren ursprünglich nicht als Schüler nehmen. Erst nachdem er einen Vortrag des „Liedes von der Glocke“ gehört hatte, war er bereit, ihn zu unterrichten. In der folgenden Zeit war er nicht nur sein Lehrer, sondern kümmerte sich in fast väterlicher Weise um ihn.
Nach einjährigem Unterricht erhielt Strakosch 1862 sein erstes Engagement in Troppau, wo er als „Spiegelberg“ die Bühne betrat. Er spielte dort Liebhaberrollen, war Charakterschauspieler und sang im Chor, wo er mit seiner Stimme bis zum Cis sang. Zeitweise tanzte er sogar Ballett, und zwar wiederholt als Partner der berühmten Tänzerin Katharina Lanner (Tochter von Joseph Lanner), bis er 1863 Engagement am Deutschen Theater in Pest erhielt.
Er trat als „Franz Moor“ auf und hatte damit großen Erfolg. Auch bewies er dort seine große Wandlungsfähigkeit. So spielte er den „Kniffling“ im Winkelschreiber, den „Matthias“ im Sonnenwendhof, den „Wurm“ oder „Zanga“, aber auch den „Benjamin“ in Valentine, erschien wiederholt mit Josephine Gallmeyer in Possen und erwies sich als eines der verlässlichsten Mitglieder.
1865 trat er in den Verband des Hoftheaters in Hannover ein. Dort debütierte er als „Page“ in Romeo und Julia (in der Goetheschen Fassung) und erregte da mit der Erzählung des Leichenbegängnisses der Julia Aufsehen. Nichtsdestoweniger erhielt er trotz seiner zweijährigen Tätigkeit nicht den richtigen Wirkungskreis. Man vertröstete ihn immer auf den Tod eines hervorragenden Charakterspielers, in Wirklichkeit scheint es jedoch so gewesen zu sein, dass man ihn bloß wegen seiner kleinen Gestalt nicht ausgiebig beschäftigte.
Das Warten wurde ihm jedoch zu lang, und so brannte er 1866 nach Paris durch, denn er wusste, dass die Franzosen viel nachsichtiger mit dem Äußeren der Schauspieler waren, spielten doch 60-jährige Darsteller in Frankreich mit bestem Erfolg Liebhaberrollen. Zuerst hielt er Vorträge auf Deutsch, um sein Leben zu fristen, dann nahm er Unterricht bei Carestie Martel und anderen ersten Mitgliedern der Comédie-Française. Er warf sich mit so außerordentlichem Eifer und unermüdlichem Fleiß auf das Studium der französischen Sprache, dass er es in ganz kurzer Zeit dahin brachte, selbst Unterricht in der französischen Sprache erteilen zu können. Was er tagsüber selbst gelernt, lehrte er am Abend seine Schüler; er beherrschte das ihm bisher fremde Idiom so meisterhaft, dass er sogar französischen Dialekt zu sprechen vermochte.
1867 unternahm er es, in einer öffentlichen Akademie vor dem Pariser Publikum (im Salle Herz) Gedichte und Monologe aus französischen Klassikern vorzutragen. Er sprach ein „proverbe“ von Alfred de Musset, das unter dem Titel „Zwischen Tür und Angel“, von Lilli Lauser übersetzt, seinerzeit am Burgtheater zur Aufführung gelangte, ferner La Ballade du Désespéré  von Henri Murger sowie Szenen von Andromache von Jean Racine. Zum Schluss spielte er im Kostüm eines Mönches Alphonse de Lamartines Jocelyn. Das Wagnis gelang über alles Erwarten. Publikum und Kritik konstatierten einstimmig einen großen Erfolg. So schrieb der berühmte Kritiker Jule Janin, Strakosch hätte „mit deutschem Herzen und französischen Lippen gesprochen“, und auch Heinrich Laube, der den Vortrag anhörte, berichtete in Worten größtes Lobes über den sensationellen Erfolg in den Wiener Zeitungen, ja man bot Strakosch sofort ein Engagement für tragische Liebhaber ans Odeontheater. Der Künstler zog es jedoch vor, vorläufig nach Wien zurückzukehren und sich auszuruhen.
Zu dieser Zeit zog er sich eine schwere Sehnenscheidenentzündung eines Fingers zu. Die Heilung schritt nur langsam voran, und da eine Lähmung der Hand zu befürchten war, musste er fünf Jahre den Arm in einer Schlinge tragen. Dies sollte das Ende seiner schauspielerischen Laufbahn bedeuten.
Er wollte nach Paris zurück, doch Laube, der ihn mittlerweile schätzen gelernt hatte und ihm ganz außerordentlich gewogen war, veranlasste ihn, seinen Reiseplan aufzugeben und engagierte ihn als Vortragsmeister für das Leipziger Stadttheater, dessen Leitung Laube im Jahre 1868 übernommen hatte, da er es für besonders vorteilhaft hielt, „daß ein deutscher Schauspieler, der die ganze französische Vortragsschule systematisch durchgemacht hat“, gewonnen werde.
Strakosch blieb Laubes treuer Adlatus und sein pflichteifrigster Mitarbeiter. Er folgte ihm auch 1872 ans Wiener Stadttheater, für welches er ohne Agenten fast alle Mitglieder engagierte, zu diesem Zwecke sämtliche deutsche Hof- und Privatbühnen bereiste und zuweilen, wenn es nötig schien, Schauspielern den grundlegenden Sprechunterricht erteilte.
Rudolf Tyrolt sprach sich über dieses, damals neue Amt eines Vortragsmeisters in seiner Chronik des Stadttheaters eingehend aus:

„„Laube fand, daß das ordentliche Sprechen von den deutschen Schauspielern vernachlässigt wurde. Dem zu steuern, sei ein gewisser Sprechunterricht notwendig, zum mindesten Vorübungen, welche den mündlichen Vortrag, dessen Reinheit, Deutlichkeit u.s.w. befördern sollen. Wenn man nun auch noch den etwas unwahrscheinlichen Fall annehmen wollte, die deutschen Schauspieler hätten wirklich ihre Sprache und Sprechweise vernachlässigt, so ist und bleibt es ja doch Sache der Regie, derlei Übelstände und Fehler auf den Proben abzustellen. Laube gesteht, daß er selbst früher mit vielen Schauspielern diese Vorübungen durchzumachen hatte. Am Wiener Stadttheater führte ihn das praktische Bedürfnis der Zeitersparnis dazu, einen Vortragsmeister oder richtiger Rollenkorrepetitor anzustellen. Die geeignete Persönlichkeit glaubte er gefunden zu haben in Alexander Strakosch. Durch ein vorbereitendes Einzelstudium der Rollen mit dem Vortragsmeister sollte namentlich der noch künstlerisch unselbständigere oder schwächere Schauspieler doch gewissermaßen fertig auf die Proben kommen, und Laube, der nun bei den Einzelnen ein gut Stück vorgearbeitet fand, sollte dadurch in die Möglichkeit versetzt werden, in verhältnismäßig kurzer Zeit ein Stück zur Aufführung fertigzustellen. Die Aufstellung eines Repertoires und die möglichst rasche Bereicherung desselben war ihm am Stadttheater Bedürfnis und dringende Notwendigkeit. Da sich seine Regisseure zu einem derartigen Sprech- und dramatischen Hausunterricht wohl kaum herbeigelassen hätte, übertrug er Strakosch das seiner praktischen Theaterführung zweckdienliche Amt.““

Auch erklärt Tyrolt, wieso, trotz so großer Mühe, trotz der unermüdlichen Arbeit Strakoschs, trotz dessen fleißiger und eifriger Lehrtätigkeit, die Resultate nur genügten, „das momentane Bedürfnis einen rührigen Theaterdirektors zu befriedigen, und sich verschwindend klein erwiesen, sobald es sich um einen dauernden und reellen Gewinn für die dramatische Darstellungskunst handelte“. Laube anerkannte Strakoschs treue, hingebende Dienste und sprach auch wiederholt in seinen Werken von der besonderen Befähigung Strakoschs als Sprechlehrer, ja er bekannte in seinem Buch „Das Wiener Stadttheater“ offen: „Die Hälfte meiner Erfolge im Wiener Stadttheater habe ich dem Talente und dem Fleiß des Vortragsmeisters Alexander Strakosch zu verdanken“.
Nach dem dritten Male (1880) unternahm er seine großen Rezitationsreisen, die ihn durch die ganze Welt führten (Österreich-Ungarn, Deutschland, Russland, England, Holland, Italien, Türkei, 1887 und 1888 Amerika). Überall riss er durch die Schönheit der Aussprache, den höchst rhythmischen Wohlklang, die strengste Behandlung des Verses, durch die Kunst, das Charakteristische einer Dichtung im weitesten Sinn des Wortes zu erfassen und in die Plastik des Wortes zu übertragen, zu stürmischen Beifall hin.
Über seine Stimme allein wurden im In- und Ausland Feuilletons geschrieben. Erwähnung verdient auch seine meisterliche Behandlung der Geste, die den ehemaligen Schauspieler nicht verleugnete, und deren Anwendung beim dramatischen Vortrag er bekanntlich zum ersten Mal öffentlich wagte.
Zu seinen berühmtesten Vortragsstücken zählten Die Turmszene aus den Räubern, Der Reichstag in Demetrius, Die große Forumszene aus Julius Cäsar, Uriel Acosta und von lyrischen Gedichten namentlich Die Wallfahrt nach Kevlaar. Strakosch, der wiederholt auch zu Vortragsabenden im Kreise der Familie des kaiserlich österreichischen Hofes (1892) sowie des Zaren geladen wurde, wurde 1888 zum Professor an der Akademie der Tonkunst in München ernannt, wo es ihm gleichzeitig oblag, junge Talente am Hoftheater künstlerisch zu bilden. Er schied jedoch 1890 aus dieser Stellung aus, um einem Ruf ans Hofburgtheater Folge zu leisten, wo er bis 1898 verblieb und zweimal im Jahr dazu ausersehen war, auf seinen Rezitationsreisen begabte junge Künstler als Talente fürs Burgtheater zu erwerben. Auch war er bereit, solche Nachwuchsschauspieler, die der Direktor gefördert wissen wollte, in der Sprechkunst zu unterweisen. Er wirkte auch von 1898 bis 1904 als Vortragsmeister am Deutschen Volkstheater in Wien. 1905 ging er nach Berlin, wo er von 1906 bis zu seinem Tod 1909 an der Schauspielschule Max Reinhardts tätig war.

## Familie

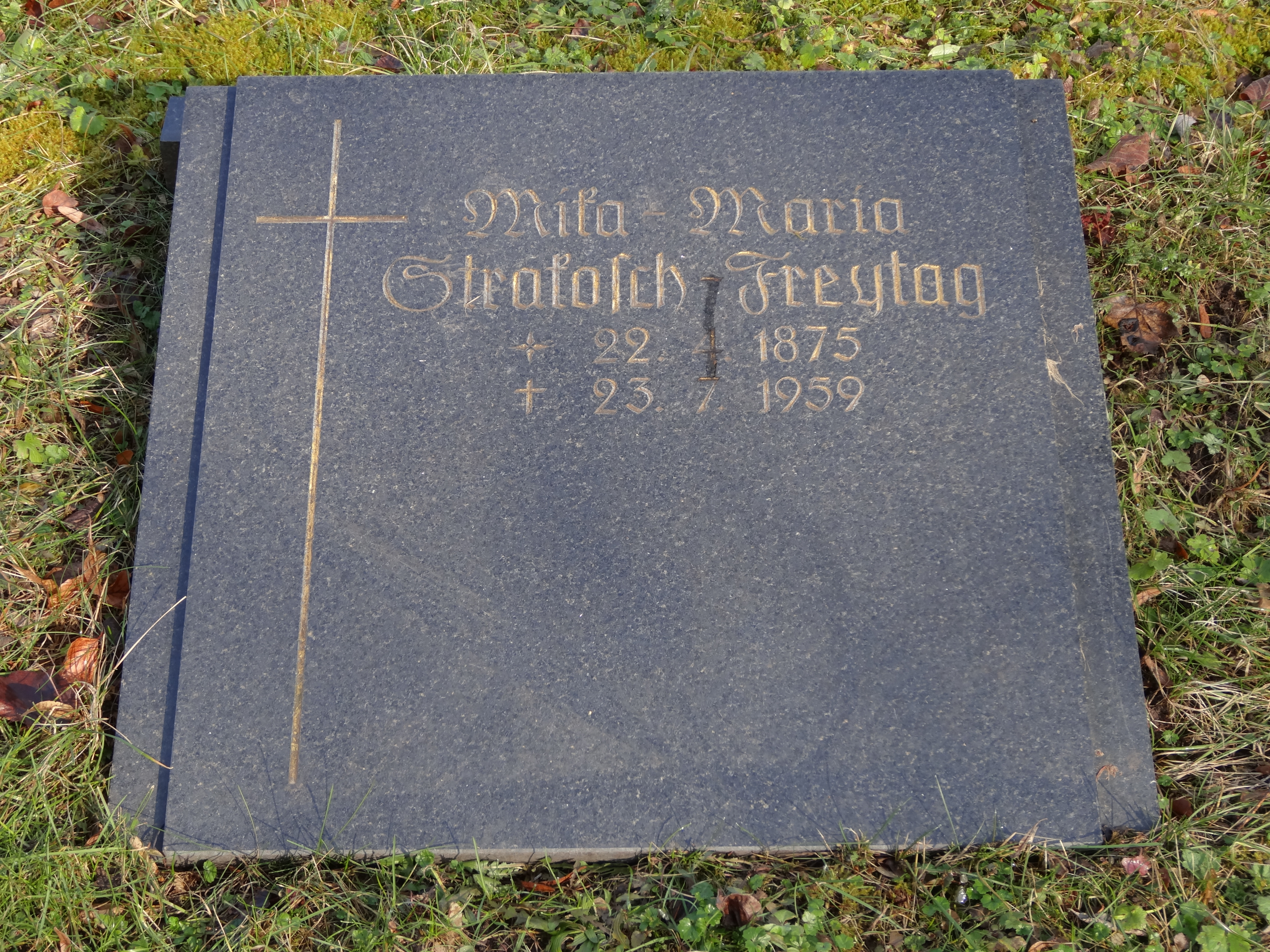
Grabstein der Mika-Maria Strakosch-Freytag in Siebleben

Seine erste Frau war die Schauspielerin Toni Fürst. Nach deren frühem Tod heiratete er am 28. Juni 1874 Anna Götzel. Diese Ehe hielt bis 1890. Ein „Sühnetermin“ zwischen den Ehepartnern am 13. Oktober 1890 führte zur Scheidung am 26. November 1890. Aus dieser Ehe stammt seine Tochter Mika-Maria Strakosch-Freytag (1875–1959).

## Schüler (Auswahl)
- Leopold Adler
- Rosa Axamethy
- Elise Bach
- Silvia Brand
- Carl Dalmonico
- Hans Förster
- Oskar Fronz senior
- Leopoldine Konstantin
- Lotte Medelsky
- Johannes Riemann
- Anton Tiller